# Bob Kulick
Pour les articles homonymes, voir Kulick.
Robert J. Kulick dit Bob Kulick, né le 16 janvier 1950 à Brooklyn et mort le 29 mai 2020 dans la même ville, est un musicien et producteur de musique américain surtout connu pour son travail en studio avec le groupe de hard rock Kiss.

## Biographie
Bob Kulick est le frère aîné de Bruce Kulick.
Il auditionne en 1973 pour le poste de guitariste soliste dans le groupe Kiss. Bien qu'il impressionne Paul Stanley, Gene Simmons et Peter Criss, la place est retenue pour Ace Frehley. Il joue toutefois sur 3 albums de Kiss : à la guitare solo dans Alive II sur les titres All American Man, Rockin' in the U.S.A. et Larger Than Life ; et dans Killers, sur 4 titres inédits. Il assure le solo de guitare du titre Danger de l'album Creatures of the Night.
Bob Kulick est aussi crédité sur l'album solo de Paul Stanley sorti en 1978.
Sa mort est annoncée le 29 mai 2020 par son frère Bruce Kulick via les réseaux sociaux[réf. nécessaire]. Il était en couple avec l'actrice Stella Stevens (1938-2023) depuis 1983.

## Discographie

### Balance
- 1981 - Balance
- 1982 - In For The Count
- 2009 - Equilibrium

### Kiss
- 1977 - Alive II
- 1982 - Killers
- 1982 - Creatures of the Night

### Meat Loaf
- 1984 - Bad Attitude
- 1987 - Live at Wembley

### Paul Stanley
- 1978 - Paul Stanley

### W.A.S.P.
- 1992 - The Crimson Idol
- 1995 - Still Not Black Enough

### Autres albums
- 1975 - Coney Island Baby (Lou Reed)
- 1983 - Michael Bolton (Michael Bolton)
- 1991 - No Bones About It (Skull)
- 1993 - Afterlife (Blackthorne)
- 2000 - Calling the Wild (Doro Pesch)